# آيت عباد (الكفيفات)
آيت عباد هو دُوَّار يقع بجماعة لڭفيفات، إقليم تارودانت، جهة سوس ماسة في المملكة المغربية. ينتمي الدوّار لمشيخة الكفيفات التي تضم 22 دوار. يقدر عدد سكانه بـ 935 نسمة حسب الإحصاء الرسمي للسكان والسكنى لسنة 2004.

## وصلات خارجية
- البوابة الوطنية للجماعات الترابية
- المندوبية السامية للتخطيط